# Emanuele Aloia
Emanuele Aloia (Torino, 16 dicembre 1998) è un cantautore italiano.

## Biografia
Ha iniziato a pubblicare autonomamente le sue canzoni su YouTube all'età di sedici anni. Ha conseguito il diploma di liceo linguistico.
Dopo il debutto sulle piattaforme musicali nel 2017 con il primo singolo Spettacolare, il 2020 rappresenta l'anno della svolta per il cantautore. Il singolo Il bacio di Klimt, ispirato al celebre dipinto di Gustav Klimt, ottiene un enorme successo commerciale durante la pandemia di COVID-19, raggiungendo la certificazione quadruplo disco di platino. Nello stesso periodo, anche Girasoli conquista il pubblico, ottenendo in poco tempo la certificazione platino.
Il 15 aprile 2021 pubblica il suo album di debutto Sindrome di Stendhal, composto da 13 tracce, prodotto da Stefano Tartaglino e presentato alla Galleria degli Uffizi di Firenze. L'album è un concept caratterizzato da riferimenti all'arte e alla cultura, come suggerisce il titolo stesso che richiama la sindrome psicosomatica descritta dallo scrittore francese.
Durante questo periodo pubblica anche il singolo L'urlo di Munch, continuando il filone tematico legato alle opere d'arte. Oltre i due singoli, all'interno dell'album troviamo il singolo Girasoli ispirato a Van Gogh anch'esso certificato disco di platino. L'album invece verrà classificato disco d'oro.
Nel 2022, terminato il filone artistico, esce il brano Cartagine, che certificherà disco d'oro, dando inizio ad un nuovo percorso.
Nel 2023 esce il primo singolo Si è spenta anche la luna - Luna, che dà il via ad un nuovo progetto incentrato sull'universo, dove ogni canzone farà riferimento ad un pianeta diverso in senso astrologico. Continua la sua produzione artistica con il singolo Megapixel - Urano nel 2024 e nel 2025 pubblica Una scatola di mogano - Mercurio, In tutte le cose - Terra e Singapore - Plutone.
Il nuovo progetto discografico è stato realizzato attraverso la sua etichetta discografica Sunflower e Warner Music Italia.

## Stile musicale
La produzione musicale di Emanuele Aloia si distingue per l'uso ricorrente di riferimenti artistici e culturali nei titoli e nei contenuti dei brani. Canzoni come Il bacio di Klimt, Sindrome di Stendhal e L'urlo di Munch testimoniano un approccio colto alla composizione, che unisce la sensibilità pop contemporanea a una ricerca estetica più profonda.
Il suo sound si colloca nell'ambito del pop cantautorale italiano, con melodie accessibili che veicolano testi di maggiore complessità tematica.

## Discografia

### Album in studio
- 2021 – Sindrome di Stendhal (Sony Music, 194398822822)

### Singoli
- 2017 – Spettacolare
- 2018 – Ricomincerai a ridere
- 2018 – Esisti solo tu
- 2018 – Trasparente
- 2019 – Oui oui
- 2019 – Girasoli
- 2020 – Sempre
- 2020 – Il bacio di Klimt
- 2021 – L'urlo di Munch
- 2021 – Quando Dio ti ha inventata
- 2021 – Notte Stellata
- 2022 – Cartagine
- 2022 – Radio entusiasmo
- 2022 – Meteo
- 2023 – Si è spenta anche la luna - Luna
- 2024 – Megapixel - Urano
- 2025 – Una scatola di mogano - Mercurio
- 2025 – In tutte le cose - Terra
- 2025 – Singapore - Plutone